# Đèo Tam Điệp

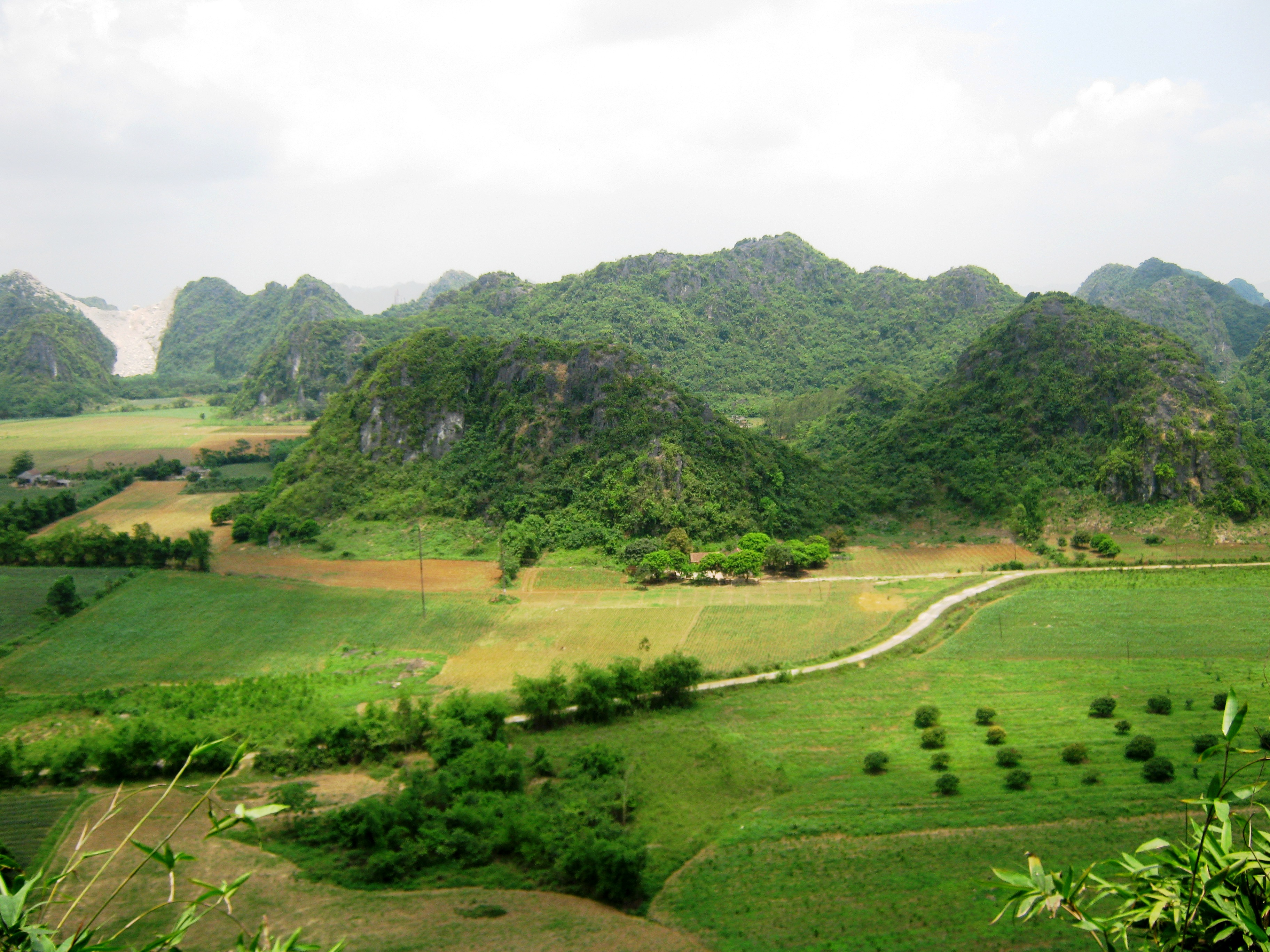
Hệ thống núi đá ở phòng tuyến Tam Điệp.

Đèo Tam Điệp là tổ hợp đèo trên núi Tam Điệp ở ranh giới tỉnh Ninh Bình và Thanh Hóa, Việt Nam.
Núi Tam Điệp là dãy núi nằm ở vùng ranh giới giữa thành phố Tam Điệp tỉnh Ninh Bình và thị xã Bỉm Sơn cùng huyện Hà Trung tỉnh Thanh Hóa. Dải núi chạy ra biển theo hướng tây bắc – đông nam và có 3 ngọn. "Tam Điệp" là tên chữ được gọi trong sử sách và địa lý cổ Việt Nam, địa danh mốc trên con đường thiên lý cổ thời phong kiến từ Thăng Long vào Nam. Đèo Ba Dội là tên Nôm của đèo Tam Điệp, xuất hiện trong thơ Hồ Xuân Hương, trong tiếng Việt cổ có nghĩa là ba đợt, ba lớp.

## Vị trí
Thời phong kiến, con đường Thiên lý, hay có nơi còn gọi là đường "dịch trạm", đường Cái Quan, đường "triều chính" chạy xuyên qua đèo Tam Điệp. Quốc lộ 1 ngày nay qua Tam Điệp, có đoạn không trùng với đường thiên lý cổ, mà vượt qua núi Tam Điệp ở Dốc Xây, ranh giới giữa Ninh Bình và Thanh Hóa. Đoạn đường này do người Pháp mở từ đền Dâu (thành phố Tam Điệp, Ninh Bình) đến đền Sòng (thị xã Bỉm Sơn, Thanh Hóa) vào đầu thế kỷ XX để "nắn" thẳng đường Thiên lý, tránh phải đi qua đèo Tam Điệp cổ cheo leo. Dốc Xây không phải phải là đèo Tam Điệp cổ vì đoạn đường qua dốc Xây chỉ có thể mở được bằng kĩ nghệ hiện đại: Bộc phá phá núi, lấp khe sâu, vực thẳm và kĩ nghệ làm đường ở trình độ cao. Năm 1998 - 1999, nhà nước Việt Nam mới đục xuyên núi để làm một con đường hầm qua núi ở Dốc Xây để đi lại hai chiều thuận lợi. Trước kia do không đủ điều kiện, phương tiện để bạt được quả núi hiểm trở ở Dốc Xây và một số đồi núi khuất khúc phía trong, nên phải đi vòng qua đèo Tam Điệp.

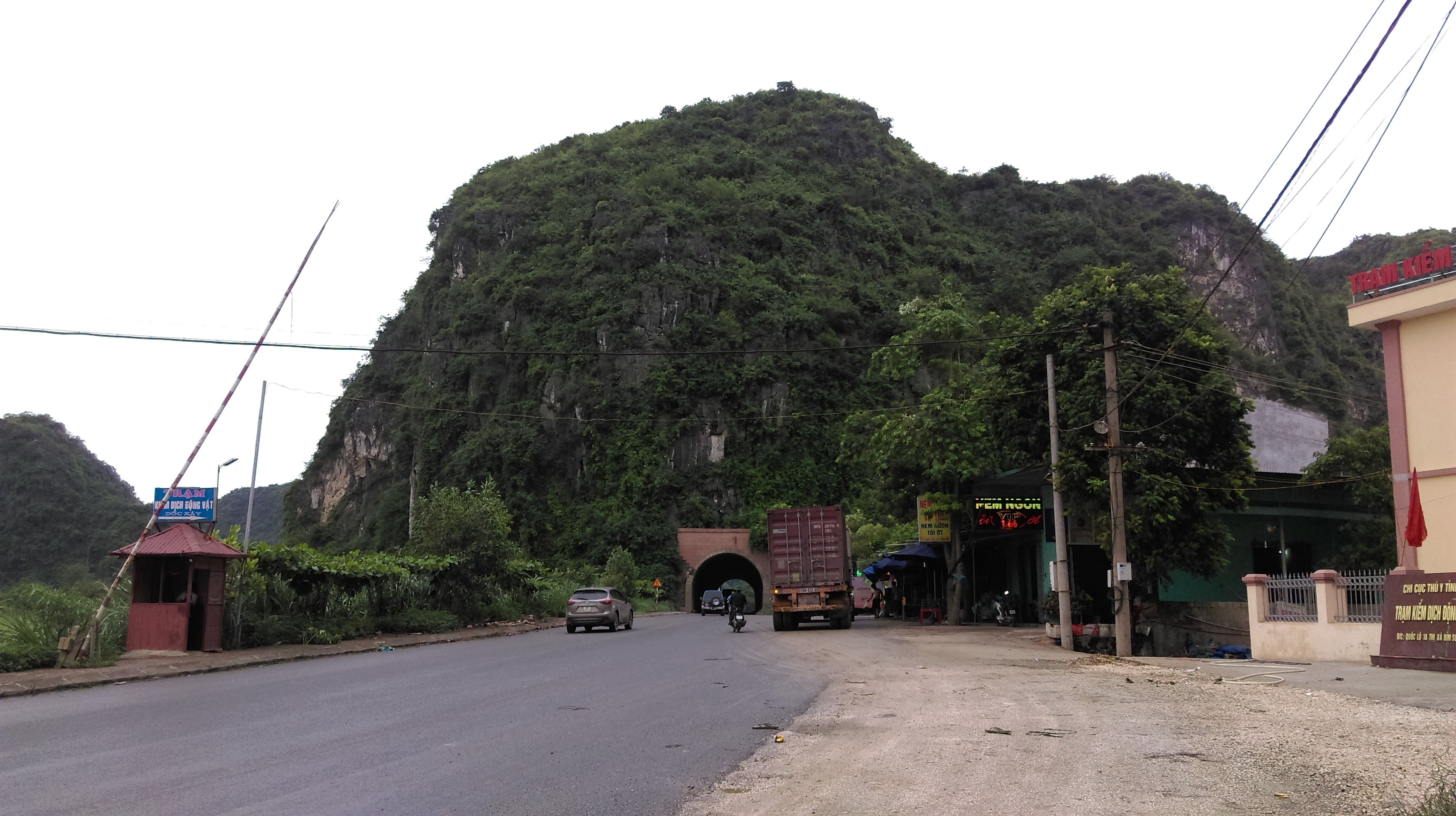
Hầm chui tại Dốc Xây, hướng Thanh Hóa - Ninh Bình

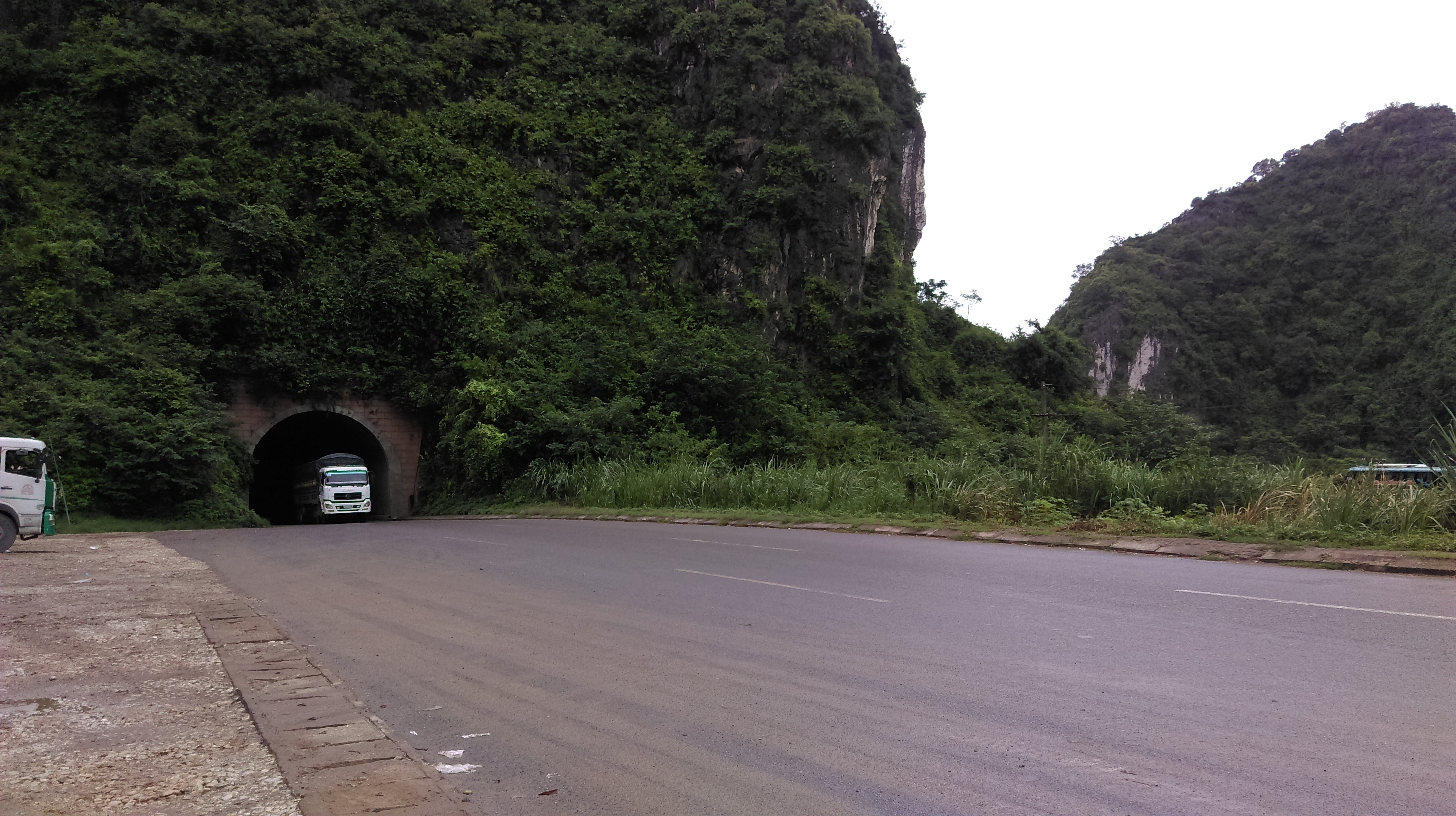
Hầm chui tại Dốc Xây, hướng Ninh Bình - Thanh Hóa

### Ba đèo
- Đèo giữa là con đường thiên lý cổ băng qua đỉnh núi cao nhất và cũng là đỉnh đèo cao nhất (khoảng 110 m). Ở đây có tấm bia khắc bài thơ "Quá Tam Điệp sơn" của vua Thiệu Trị làm năm 1842 khi đi tuần du qua núi Tam Điệp. Ngày nay, con đường thiên lý cổ chỉ còn là một lối mòn nhỏ, nhiều chỗ cây cối mọc um tùm.
- Đèo phía Bắc: cao khoảng 75–80 m
- Đèo phía Nam: cao khoảng 80–90 m

Trước kia đèo giữa là nơi phân ranh giới giữa hai trấn Thanh Hoa nội và Thanh Hoa ngoại đời Hậu Lê, giữa hai tỉnh Ninh Bình và Thanh Hóa đời Nhà Nguyễn. Nhưng ngày nay, do phân chia lại địa giới, đèo giữa và đèo phía nam thuộc đất thị xã Bỉm Sơn, Thanh Hóa. Chỉ còn đèo phía bắc thuộc thành phố Tam Điệp.
Như vậy, đường thiên lý cổ từ Thăng Long đi đến thành phố Tam Điệp, đến đền Dâu, cách Hà Nội 111 km, thì đi vòng về phía đông nam Quốc lộ 1 ngày nay, lách qua một số núi đá vôi để vượt qua ba đỉnh đèo Tam Điệp, đến đền Sòng tiếp tục đi vào đồng bằng Thanh Hóa. Đền Dâu và đền Sòng là 2 đầu của cái võng đường Thiên lý cổ qua đèo Tam Điệp. Đoạn võng này dài hơn đoạn đường Quốc lộ nắn thẳng ngày nay từ đền Dâu đến đền Sòng khoảng gần 5 km.
Núi Tam Điệp là dải cuối cùng của vòng cung đá vôi Hòa Bình ăn ra gần sát biển. Phía trên nối liền với núi rừng của Hòa Bình - Sơn La. Phía dưới chạy ra gần lợi nước Biển Đông. Phía tây bắc giáp Hòa Bình, có ngọn núi cao tới 570 m. Riêng trong địa phận thành phố Tam Điệp và huyện Yên Mô (Ninh Bình), giáp giới hai huyện Hà Trung và Nga Sơn (Thanh Hóa), núi Tam Điệp dài trên 20 km, rộng từ 2 đến 7 km, với những ngọn núi cao trên dưới 200 m. Đây là ranh giới tự nhiên giữa hai tỉnh Ninh Bình và Thanh Hoá.

## Lịch sử
Thời thuộc Nhà Hán, đèo Tam Điệp được gọi là Cửu Chân Quan, là cửa ải giữa quận Cửu Chân (Thanh Hóa ngày nay) và quận Giao Chỉ (Bắc Bộ ngày nay).
Sau khi cuộc khởi nghĩa Hai Bà Trưng thất bại (năm 43), căn cứ Cấm Khê mất, một số nghĩa quân lui xuống vùng Tam Điệp - Thần Phù để tiếp tục cuộc chiến đấu.
Đầu thế kỷ X, Dương Đình Nghệ và Ngô Quyền đã dựa vào sự hiểm trở của Tam Điệp để xây dựng và bảo vệ lực lượng ở Thanh Hóa, rồi tiến ra đánh bại quân xâm lược Nam Hán ở thành Đại La (năm 931) và sông Bạch Đằng (năm 938)
Trong cuộc kháng chiến chống quân Mông- Nguyên (thế kỷ XIII), triều đình Nhà Trần đã sử dụng bức trường thành Tam Điệp để bảo vệ hậu phương Ái Châu - Diễn Châu (Thanh Hoá và Nghệ An) và làm chỗ dựa cho căn cứ Thiên Trường - Trường Yên.
Năm 1527, Nhà Mạc thay Nhà Hậu Lê. Nhà Mạc tách lấy hai phủ Trường Yên và Thiên Quan của thừa tuyên Sơn Nam làm Thanh Hoa ngoại trấn. Vì lúc ấy, Nhà Mạc chiếm giữ từ dãy núi Tam Điệp trở ra Bắc để chống lại Nhà Hậu Lê (Nhà Lê Trung Hưng) đóng đô ở Thanh Hóa). Vua Lê Trang Tông (1533- 1548) đã đắp lũy ở Tam Điệp để chống quân Mạc.
Cuối năm 1788, 29 vạn quân Thanh tràn vào chiếm đóng Thăng Long. Nhà Tây Sơn lúc đó chỉ có 1 vạn quân đồn trú ở Thăng Long và Bắc Hà. Ngô Thì Nhậm – một tướng tài của Tây Sơn chủ trương rút quân về lập phòng tuyến Tam Điệp – Biện Sơn cho quân bộ chẹn ở núi Tam Điệp phòng thủ, quân thủy đóng đồn tại hải phận Biện Sơn (Thanh Hóa). Ngày 20 tháng Chạp (tức ngày 15 tháng 1 năm 1789), đại quân do vua Quang Trung chỉ huy từ Phú Xuân (Huế ngày nay) ra đến Tam Điệp nghỉ lại cho quân lính ăn Tết Nguyên đán trước. Từ đêm giao thừa đến mồng 5 tháng 1 năm Kỉ Dậu (ngày 30 tháng 1 năm 1879) quân Tây Sơn kéo ra đại phá quân Thanh ở Thăng Long, kết thúc thắng lợi cuộc tiến công chiến lược thần tốc. Tại đèo Tam Điệp hiện nay vẫn còn dấu tích lịch sử núi Vương Ngự nơi vua Quang Trung đóng quân.
Năm 1842, vua Thiệu Trị đi tuần du qua đèo Tam Điệp đã làm bài thơ "Quá Tam Điệp sơn", 10 tháng sau bài thơ được khắc bia đá, dựng ngay cạnh con đường Thiên lý cổ băng qua đỉnh núi ở giữa, cao nhất. Hiện nay, tấm bia đá đã được tìm thấy trên đỉnh đèo. Năm 1984, người ta đã tìm thấy dấu vết nền nhà bia cũ và cho dựng bia vào đúng vị trí nhà bia cổ. Đỉnh núi có tấm bia này là điểm phân chia địa phận giữa hai tỉnh Ninh Bình và Thanh Hóa.
Đèo Tam Điệp đã được Nhà nước CHXHCN Việt Nam xếp hạng là Di tích lịch sử năm 1985.

## Hiện trạng
Hiện nay, đường đèo cổ không còn dùng trong giao thông vì đã có đoạn đường mới từ đền Dâu đến đền Sòng đi lại thuận tiện hơn, nó chỉ còn là một con đường nhỏ mang tên đường Thiên Lý.
Bài thơ "Cửu Chân Quan" của Ngô Thì Sĩ khắc ở vách núi phía nam Kẽm Đó vào thế kỷ XVIII cùng với một số đoạn lũy quanh Kẽm Đó, lũy của nghĩa quân Tây Sơn về lập phòng tuyến Tam Điệp – Biện Sơn, đã bị san phá để khai thác đá hay trồng sắn, trồng khoai, làm lối đi.

## Trong thơ ca
Ca dao:
Ăn trầu nhớ miếng cau khô
Trèo lên Ba dội nhớ cô bán hàng
Trong thơ Nguyễn Du:
Đạp mây núi Ba Dội
Kẻ lãng khách lại qua
Trong mắt thu đất lớn
Ngoài khơi thấy biển xa.
Trong thơ Hồ Xuân Hương:
Một đèo, một đèo lại một đèo
Khen ai khéo tạc cảnh cheo leo
Cửa son đỏ loét tùm hum nóc
Hòn đá xanh rì lún phún rêu
Hiền nhân quân tử ai mà chẳng
Mỏi gối chồn chân vẫn muốn trèo.
Vào mùa hạ năm 1842, trong chuyến tuần du phía Bắc, Vua Thiệu Trị một vị vua lãng mạn cũng đã từng qua đây và đã đề thơ vào bia đá. Bài thơ ấy đến nay được bảo vệ bằng một lầu bia cao 4m giữa đỉnh đèo.
Giữa lối xanh um núi chất chồng
Tầng tầng phóng bước cưỡi Cầu Long
Chẳng như Vương Ôc chừa lối tắt
Còn giống La Phù biệt lối thông
Đón gặp thẳm xa xuôi một ngọn
Vươn cao trùng điệp biết bao vòng
Thanh, Ninh hai trấn đây ranh giới
Đúc diệu kỳ quan, lượn khắp vùng